# Sérgio Marques
Mário Sérgio Quaresma Gonçalves Marques (ur. 25 lutego 1957 w Funchal) – portugalski prawnik i adwokat, samorządowiec związany z Maderą, deputowany, poseł do Parlamentu Europejskiego (od 1999 do 2009).

## Życiorys
W 1980 ukończył prawo na Uniwersytecie Lizbońskim. Odbył również studia podyplomowe z zakresu europeistyki na Uniwersytecie w Coimbrze (1986). Pracował jako adwokat. Udzielał się politycznie w PSD na Maderze. W 1984 po raz pierwszy został wybrany na deputowanego do parlamentu regionalnego, uzyskując reelekcję w kolejnych wyborach. Pod koniec lat 80. pełnił obowiązki dyrektora regionalnego ds. planowania w administracji Madery.
W 1999 wybrany w skład Parlamentu Europejskiego. Mandat pełnił dwie kadencje do 2009. Powrócił do działalności politycznej na poziomie regionalnym. W 2015 dołączył do rządu Madery jako sekretarz do spraw parlamentarnych i europejskich. W 2019 uzyskał mandat posła do Zgromadzenia Republiki, w 2022 z powodzeniem ubiegał się o reelekcję.